# Marktrock Poperinge
Marktrock Poperinge is een Belgisch muziekfestival dat sinds 1987 plaatsvindt op de markt van Poperinge. Het festival wordt traditioneel georganiseerd op de laatste zaterdag van augustus, met uitzondering van 2011 en 2013. In 2011 vond een extra festivaldag plaats naar aanleiding van de 25ste editie, en in 2013 werd voor het eerst een gratis stadsfestival georganiseerd, waarvoor ook op vrijdag concerten gepland werden.
Door de jaren heen groeide Marktrock Poperinge uit tot een vaste waarde in de Belgische festivalkalender. Het festival biedt een mix van nationale en regionale artiesten en staat bekend om zijn toegankelijke sfeer en brede muziekkeuze, met genres variërend van pop en rock tot Nederlandstalige muziek. Onder andere Clouseau, Gorki, Milk Inc en Niels Destadsbader hebben hier opgetreden.
Marktrock Poperinge trekt jaarlijks duizenden bezoekers en draagt bij aan de lokale economie en het toerisme in de streek. In 2020 kon het festival niet doorgaan door de COVID-19-pandemie, maar het keerde in 2021 terug met een aangepaste editie. In 2025 is het festival toe aan zijn 38e editie, waarmee het zijn status als een belangrijk evenement in het culturele leven van Poperinge en omstreken bevestigt.

## Edities
| Editie | Datum            | Namen | Inkom   |
| ------ | ---------------- | --- | ------- |
| 1      | 29 augustus 1987 | Big Bill, Roland & His Blues Workshop                                                                            | Betalen |
| 2      | 28 augustus 1988 | André Brasseur, Lange Polle & Friends, Won Ton Ton                                                               | Betalen |
| 3      | 26 augustus 1989 | Ben Crabbé & The Floorshow, The Easybeats, Dave Berry & the Cruisers, Gruppo Sportivo, Bart Peeters & The Radios | Betalen |
| 4      | 25 augustus 1990 | Raymond van het Groenewoud, Desmond Dekker & The Ace, The Scabs, Steve Harley & Cockney Rebel                    | Betalen |
| 5      | 31 augustus 1991 | Dirk Blanchart & The Groove, Blue Blot                                                                           | Betalen |
| 6      | 29 augustus 1992 | Mama's Jasje, Pitti Polak, Beverly Jo Scott, Leyers, Michiels & Soulsister, Charles & les Lulus                  | Betalen |
| 7      | 28 augustus 1993 | The Dinky Toys, Noordkaap, Fischer-Z, Arno, The Radios                                                           | Betalen |
| 8      | 27 augustus 1994 | Isabelle A, The Boondocks, Pieter-Jan De Smet, The Choice, The Radios, Raymond van het Groenewoud                | Betalen |
| 9      | 26 augustus 1995 | Frank Boeijen, Tröckener Kecks, Golden Earring, Ashbury Faith, Ian Dury & The Blockheads                         | Betalen |
| 10     | 31 augustus 1996 | Pop In Wonderland, Noordkaap, Guy Swinnen & Useless Stuff, The Scene                                             | Betalen |
| 11     | 30 augustus 1997 | Betty Goes Green, Bart Herman, Shocking Blue, Katrina & the Waves                                                | Betalen |
| 12     | 29 augustus 1998 | Mama's Jasje, Middle of the Road, Beverly Jo Scott, Mick Taylor’s All Stars Bleus Band                           | Betalen |
| 13     | 28 augustus 1999 | Gorki, Arno, Steve Harley & Cockney Rebel                                                                        | Betalen |
| 14     | 26 augustus 2000 | De Kreuners, Volumia!                                                                                            | Betalen |
| 15     | 25 augustus 2001 | K3, Twarres, Fischer-Z, Paul Young                                                                               | Betalen |
| 16     | 31 augustus 2002 | Sois Belle, Will Tura, Midge Ure                                                                                 | Betalen |
| 17     | 30 augustus 2003 | Sergio And the Big Bang, 't Hof van Commerce, Gorki, Graham Gouldmans’ 10cc, De Kreuners                         | Betalen |
| 18     | 28 augustus 2004 | Spring, Dave Edmunds, Flip Kowlier, Krezip                                                                       | Betalen |
| 19     | 27 augustus 2005 | Swinnen, Levellers, Les Truttes                                                                                  | Betalen |
| 20     | 26 augustus 2006 | XINK, Thé Lau & Band, Elliot Murphyband, Björn Again, Zornik                                                     | Betalen |
| 21     | 25 augustus 2007 | Nailpin, Heideroosjes, Gorki, Kate Ryan, The Stranglers                                                          | Betalen |
| 22     | 30 augustus 2008 | Janez Detd., Hadise, Tom Helsen, Bart Peeters, Vive la Fête                                                      | Betalen |
| 23     | 29 augustus 2009 | Andes, Lemon, The Kids, Monza, Boogie Wonderland, Clouseau                                                       | Betalen |
| 24     | 28 augustus 2010 | Dokter Vroman, Paul Michiels live, Customs, De Mens, Milk Inc.                                                   | Betalen |
| 25     | 27 augustus 2011 | Ketnetband, The Tubs, Peter Pan Speedrock, DAAN, Steve Harley & Cockney Rebel, Fischer-Z, Killer Queen           | Betalen |
| 26     | 25 augustus 2012 | Glenn, Derek & Band, Meuris vs De Leeuw, Sioen, Das Pop, Killer Queen                                            | Betalen |
| 27     | 30 augustus 2013 | Buurman, Marco Z, Cosmo's Foger-T                                                                                | Gratis  |
| 27     | 31 augustus 2013 | Pawnshop Blvd., Gers Pardoel, 't Hof van Commerce, Soulbrothers, DJ Dirk Stoops                                  | Gratis  |
| 28     | 30 augustus 2014 | The Village, Guy Swinnen Band, Mintzkov, Lady Linn, Level Six, Zaki                                              | Gratis  |
| 29     | 29 augustus 2015 | Brussels by Night, Lata Gouveia, Only the Lonelies, Nielson, Slongs Dievanongs                                   | Gratis  |
| 30     | 27 augustus 2016 | BEUK, Bandits, Gers Pardoel, Les Truttes, DJ Dirk Stoops                                                         | Gratis  |
| 31     | 26 augustus 2017 | Stavast, Et Encore, Soulsister, Boulevard Vinyl, DJ Sven Ornelis                                                 | Gratis  |
| 32     | 25 augustus 2018 | Billboard, Helsinki, Blunt, Niels Destadsbader, The Amazing Flowers, DJ Maarten Vancoillie                       | Gratis  |
| 33     | 31 augustus 2019 | Red Spot Jr., Nevermind Nessie, Laura Tesoro, De Mens, Rewind Fast Forward, DJ Dimitri Wouters                   | Gratis  |
| 34     | 27 augustus 2021 | Nicolas/Biezen, RHEA, Crystal Moon                                                                               | Gratis  |
| 34     | 28 augustus 2021 | Among The Saints, Belgian Quo Band, Cleymans & Van Geel, Ertebrekers, Smashdance                                 | Gratis  |
| 35     | 26 augustus 2022 | DJ’s Never Mind & Dizzy Dropzz, Faute Bendt, DJ Dimitri Wouters                                                  | Gratis  |
| 35     | 27 augustus 2022 | O Parleur, Edward, De KetnetBand, Metejoor, Regi Live, Les Truttes, DJ Wout                                      | Gratis  |
| 36     | 25 augustus 2023 | DJ T-Fort, De Kreunaers, Crystal Moon                                                                            | Gratis  |
| 36     | 26 augustus 2023 | D:Zine, #LikeMe, Pauline, Belle Perez, Gers Pardoel, Level Six, DJ F.R.A.N.K.                                    | Gratis  |
| 37     | 30 augustus      | DJ Amplifire, 2 The Limits, Raaf De Witte, Z-Curse                                                               | Gratis  |
| 37     | 31 augustus      | De KetnetBand, Olivia Trappeniers, Aaron Blommaert, DE MENS, Stan Van Samang, The Juliets, DJ Bob                | Gratis  |
| 38     | 29 augustus      | LE VIN, …, …, Food Fighters, …                                                                                   | Gratis  |
| 38     | 30 augustus      | …, K3, …, …, …, Sylver Live                                                                                      | Gratis  |